# فدراسیون اسکیت نمایشی ارمنستان
فدراسیون اسکیت نمایشی جمهوری ارمنستان (ارمنی: Հայաստանի գեղասահքի ֆեդերացիա) که با نام فدراسیون اسکیت نمایشی ارمنستان نیز شناخته می‌شود، نهاد تنظیم‌کننده ورزش اسکیت نمایشی در ارمنستان می‌باشد که توسط کمیته المپیک ارمنستان اداره می‌شود و مقر آن در شهر ایروان واقع شده است.

## تاریخچه
این فدراسیون در سال ۱۹۹۴ میلادی تأسیس شد و ریاست فعلی آن را ملانیا استپانیان برعهده دارد. این فدراسیون از سال ۲۰۰۶ عضو کامل اتحادیه جهانی اسکیت (ISU) می‌باشد.
ارمنستانی در مسابقات قهرمانی در سطوح مختلف اروپایی و بین‌المللی از جمله در مسابقات قهرمانی جهانی و بازی‌های المپیک زمستانی شرکت می‌کنند.

## جایزه بزرگ جوانان آی‌اس‌یو در ارمنستان
جایزه بزرگ جوانان آی‌اس‌یو در ارمنستان یک مسابقه بین‌المللی اسکیت نمایشی می‌باشد که توسط فدراسیون اسکیت نمایشی ارمنستان برگزار و میزبانی می‌شود. مدال‌ها در رشته‌های انفرادی مردان، انفرادی بانوان، اسکیت جفتی و رقص روی یخ اهدا شود.